# O mie de cuvinte
„O mie de cuvinte” este un cântec dance al interpretei de origine română Celia. Piesa este al patrulea (și ultimul) extras pe single al albumului Celia, fiind lansat în luna august a anului 2008.
Deși posturile de radio îi recomandaseră Celiei să lanseze înregistrarea „Mi-este dor de tine” ca succesor al baladei „Șoapte”, aceasta a optat pentru „O mie de cuvinte”. Scurtmetrajul a fost filmat în Pădurea Snagov, materialul fiind regizat de Petre Năstase. Pentru a-și promova discul, cântăreața a pornit într-un turneu național. Premiera videoclipului a avut loc în luna august a anului 2008. Înregistrarea a activat în clasamentele din România, unde a obținut clasări notabile.

## Versiuni existente
- „O mie de cuvinte” (versiunea de pe album)
- „O mie de cuvinte” (instrumental)